# Racheporno
Als Racheporno bzw. Rache-Porno bezeichnet man pornografische oder bei weiter Begriffsverwendung auch andere im Zustand der Entkleidung angefertigte Videos oder Bilder einer anderen Person, die im Rahmen eines Racheaktes veröffentlicht werden. Häufig ist Sextortion (eine Form der Erpressung) vorausgegangen. Die folgenden rechtlichen Ausführungen gelten für derartige Videos und Bilder, die aus anderen Gründen ohne Einwilligung der abgebildeten Person veröffentlicht werden, entsprechend. Falls die Veröffentlichung der pornografischen Darstellungen Minderjährigen zugänglich ist, liegt schon deshalb, unabhängig von der Einwilligung der dargestellten Person, eine Straftat vor (Schutz der Betrachter; zum Schutz der dargestellten Personen siehe unten).

## Betroffene und Ablauf
Die Verbreitung intimer Bilder kann in Deutschland eine Verletzung des Intimbereichs durch Bildaufnahmen nach § 184k (seit 1. Januar 2021) bzw. Verletzung des höchstpersönlichen Lebensbereichs und von Persönlichkeitsrechten durch Bildaufnahmen nach § 201a Strafgesetzbuch (StGB) darstellen. Seit 1. Oktober 2021 kommt ggf. eine Bestrafung wegen Stalking nach § 238 Absatz Nr. 6 oder 7, ggf. in Verbindung mit Absatz 2 oder 3 StGB in Betracht.
Häufige Betroffene sind zum Beispiel Ex-Partner, bekannte Persönlichkeiten, Beteiligte in Streitfällen und Personen, die Mobbing ausgesetzt sind. Zudem wird dieses Material oft als Bestrafung für einen Seitensprung beziehungsweise Beendigung einer Beziehung oder als Drohmittel zur Aufrechterhaltung bzw. Wiederherstellung einer Beziehung verwendet. Meistens davon betroffen sind Frauen im jungen und mittleren Alter. So ermittelte eine Studie der Monash University in Melbourne, dass jede fünfte Frau im Alter zwischen 18 und 45 Jahren bereits Opfer von Rachepornografie geworden sei.
Diese Inhalte werden in sozialen Netzwerken, Pornowebseiten oder im Darknet veröffentlicht, aber auch die gezielte Weitergabe an Personen aus Umfeld der Geschädigten über Instant Messaging ist eine Taktik. Die Opfer können dabei gezielt darauf aufmerksam gemacht werden, aber genauso kann dies auch verschwiegen werden, so dass diese nur schwer davon erfahren. Die Beschaffung der Inhalte wird bisweilen durch das illegale Eindringen in Computersysteme realisiert, wie zum Beispiel beim Hackerangriff auf private Fotos von Prominenten im Jahr 2014.
Weiterhin können solche Dateien durch Videobearbeitung sowie den Einsatz von Deepfake-Technik entstehen. Hierbei können normale Fotodateien derart verändert werden, dass sie die dargestellte Person entweder nackt oder bei sexuellen Handlungen zeigen, was die Situation als solche aus rechtlicher Sicht nicht ändert. In einem Fall, der 2021 bekannt wurde, wollte die Mutter einer Cheerleaderin eine Kollegin ihrer Tochter durch die Veröffentlichung von Deepfake-Bildern öffentlich bloßstellen und dadurch ihren Ausschluss aus dem Team erzwingen.

## Folgen
Bei Betroffenen können Scham, Schuldgefühle, Ängste und Depressionen auftreten. Die Täter können die Opfer zudem mit den Inhalten erpressen und sie öffentlich bloßstellen und erniedrigen. Durch eine Veröffentlichung können die Beziehungen des Opfers zu anderen leiden und das Ansehen des Opfers erleidet einen Schaden. Sachverhalte können zudem falsch dargestellt werden und die Identität des Opfers wird damit falsch präsentiert, was zu einer Stigmatisierung führen kann und z. B. potenzielle Arbeitgeber oder Partner abschreckt oder zu Arbeitsplatzverlust führt. Auch können sich weitere Personen von der Darstellung sexuell erregt fühlen und das Opfer zusätzlich belästigen. Bei Rachepornovideos, in welchen Minderjährige mitwirken, erfüllt die Veröffentlichung zudem den Tatbestand der Kinderpornografie bzw. Jugendpornografie.

## Maßnahmen gegen Rachepornografie
Fast alle größeren Websites bieten die Möglichkeit an, Inhalte zu löschen und Nutzer zu sperren und blockieren. Will man rechtlich gegen den Täter vorgehen, kann es aufgrund der Anonymität und Pseudonymität im Internet sowie eines häufigen Tausches von Daten schwierig werden, den Täter zu identifizieren. Das Opfer hat das Recht, die Inhalte von Suchmaschinen und Websites entfernen zu lassen, auch wenn diese sich im Ausland befinden (Recht auf Vergessenwerden). Die Täter können im Strafrecht und Sexualstrafrecht u. a. wegen Verletzung von Persönlichkeitsrechten und des unautorisierten Veröffentlichens (Recht am eigenen Bild), psychischer und sexueller Gewalt, Cyber-Mobbings und gegebenenfalls Falschdarstellungen und Sexualbeleidigung belangt werden. Allerdings kann die Entfernung der betreffenden Videos oder Fotos mit einem langwierigen Prozess verbunden sein. Da die Betreiber der Pornoseiten ihren Firmensitz zumeist im Ausland haben, könnte eine Reaktion möglicherweise ausbleiben oder eher langsam erfolgen. Die Verbreitung lässt sich kaum noch aufhalten, wenn die betreffenden Inhalte bis dahin von weiteren Websites gespiegelt und damit auch außerhalb des Zugriffsbereichs des Zensors zugänglich gemacht werden.
Facebook startete 2017 ein Pilotprojekt zur Eindämmung sogenannter Rachepornos, welches man wieder einstellte. Um die Verbreitung von Nacktheit und Pornografie zu verhindern, wurden Algorithmen eingesetzt, die auf Bilderkennung spezialisiert sind.
Bei Google wurden die Richtlinien und Suchergebnisse angepasst, um Rachepornografie zu unterbinden. Voraussetzung ist jedoch in vielen Fällen ein Gerichtsbeschluss, der über ein entsprechendes Formular eingereicht wird. Auf anderen Suchmaschinen könnten die betreffenden Videos dennoch gefunden werden.
Ende 2020 setzte Pornhub neue Richtlinien für den Video-Upload um, die nur noch Inhalte von verifizierten Benutzern und Content-Partnern oder Teilnehmern des sogenannten Pornhub-Model-Programms zulassen. Zeitgleich wurden knapp 9 Millionen Videos aus nicht verifizierten Quellen blockiert.

## Statistik und Verbreitung
Allein auf Facebook werden im Jahr 2017 monatlich 54.000 gemeldete Rachepornografie-Fälle geprüft, wobei von einer hohen Dunkelziffer auszugehen ist. Über die Hälfte der Rache-Pornos werden über Facebook und die dazugehörige Messenger-App weiterverbreitet und veröffentlicht. Danach folgten die Dienste Snapchat, Instagram, Textnachrichten und MMS.